# Per a les Autonomies
Per a les Autonomies (en italià: Per le Autonomie, Aut) és un grup parlamentari heterogeni, majoritàriament centrista, de centreesquerra i regionalista, que ha estat actiu, amb noms i composicions lleugerament diferents, al Senat italià des de 2001.

## Història
El grup originari es va formar al 2001 per sis senadors representant les regions amb estatut especial del Trentino - Tirol del Sud i la Vall d'Aosta, dos senadors de Democrazia Europea, i els senadors vitalicis Giulio Andreotti i Gianni Agnelli. Van ser fonamentals en la formació del grup tant Helga Thaler Ausserhofer, del SVP, i Andreotti, llavors a DE: els dos van formar una amistat i un fort vincle polític, malgrat els seus diferents orígens geogràfics i polítics.
Des d'aleshores, el grup ha estat format pels partits regionalistes habitualment afiliats a la coalició de centreesquerra L'Ulivo i més tard al PD, incloent el Partit Popular del Tirol del Sud, el Partit Autonomista Trentino Tirolès, la Unió pel Trentino, la Unió Valldostana, o Renaixement Valldostà, així com senadors vitalicis com Andreotti (2001–2006, 2008–2013), Agnelli (2001–2003), Francesco Cossiga (2003–2006, 2008–2010), Emilio Colombo (2008–2013), Carlo Rubbia (2013–Present), Elena Cattaneo (2013–present), Giorgio Napolitano (2015–2023), Carlo Azeglio Ciampi (2015–2016), i Renzo Piano (2015–2018).

## Composició

### 2022–Present
| Partit | Partit                           | Ideologia        | MPs  | MPs    |
| Partit | Partit                           | Ideologia        | 2022 | Actual |
| ------ | -------------------------------- | ---------------- | ---- | ------ |
|        | Partit Popular del Tirol del Sud | Regionalisme     | 2    | 2      |
|        | Campobase                        | Regionalisme     | 1    | 1      |
|        | Partit Democràtic                | Socialdemocràcia | 1    | 1      |
|        | Sud chiama Nord                  | Regionalisme     | 1    | –      |
|        | Independents                     | Independents     | 2    | 2      |
| Total  | Total                            | Total            | 7    | 6      |

Font: Senat de la República

### 2018–2022
| Partit | Partit                           | Ideologia        | MPs  | MPs  |
| Partit | Partit                           | Ideologia        | 2018 | 2022 |
| ------ | -------------------------------- | ---------------- | ---- | ---- |
|        | Partit Popular del Tirol del Sud | Regionalisme     | 3    | 3    |
|        | Unió Valldostana                 | Regionalisme     | 1    | 1    |
|        | Partit Democràtic                | Socialdemocràcia | 1    | 1    |
|        | Centristes per Europa–CP         | Centrisme        | 1    | 1    |
|        | Independents                     | Independents     | 2    | 2    |
| Total  | Total                            | Total            | 8    | 8    |

Font: Senat de la República

### 2013–2018
| Partit | Partit                                       | Ideologia            | MPs  | MPs  |
| Partit | Partit                                       | Ideologia            | 2013 | 2018 |
| ------ | -------------------------------------------- | -------------------- | ---- | ---- |
|        | Partito Socialista                           | Socialdemocràcia     | 2    | 3    |
|        | Partit Popular del Tirol del Sud             | Regionalisme         | 2    | 2    |
|        | Partit Autonomista Trentino Tirolès          | Regionalisme         | 1    | 1    |
|        | Unió pel Trentino                            | Regionalisme         | 1    | 1    |
|        | Unió Valldostana                             | Regionalisme         | 1    | 1    |
|        | Partit Democràtic                            | Socialdemocràcia     | 1    | 1    |
|        | Independents                                 | Independents         | 2    | 5    |
|        | Democràcia Solidària                         | Democràcia cristiana | –    | 1    |
|        | Moviment Associatiu d'Italians a l'Estranger | Centrisme            | –    | 1    |
| Total  | Total                                        | Total                | 10   | 16   |

Font: Senat de la República

### 2008–2013
| Partit | Partit                                       | Ideologia            | MPs  | MPs  |
| Partit | Partit                                       | Ideologia            | 2008 | 2013 |
| ------ | -------------------------------------------- | -------------------- | ---- | ---- |
|        | Partit Popular del Tirol del Sud             | Regionalisme         | 3    | 3    |
|        | Unió dels Demòcrates Cristians i de Centre   | Democràcia cristiana | 3    | 5    |
|        | Unió Valldostana                             | Regionalisme         | 1    | 1    |
|        | Moviment Associatiu d'Italians a l'Estranger | Centrisme            | 1    | 1    |
|        | Independents                                 | Independents         | 3    | 2    |
|        | Verso Nord                                   | Regionalisme         | –    | 1    |
|        | Partito Socialista                           | Socialdemocràcia     | –    | 1    |
|        | Partit Republicà Italià                      | Socioliberalisme     | –    | 1    |
|        | Partit Liberal Italià                        | Liberalisme          | –    | 1    |
| Total  | Total                                        | Total                | 11   | 16   |

Font: Senat de la República

### 2006–2008
| Partit | Partit                           | Ideologia        | MPs  | MPs  |
| Partit | Partit                           | Ideologia        | 2006 | 2008 |
| ------ | -------------------------------- | ---------------- | ---- | ---- |
|        | Partit Popular del Tirol del Sud | Regionalisme     | 3    | 3    |
|        | Partit Democràtic de l'Esquerra  | Socialdemocràcia | 3    | 0    |
|        | La Margherita                    | Centrisme        | 2    | 0    |
|        | Civica Margherita                | Regionalisme     | 1    | 1    |
|        | Renaixement Valldostà            | Regionalisme     | 1    | 1    |
|        | Partit Democràtic                | Socialdemocràcia | –    | 5    |
| Total  | Total                            | Total            | 10   | 10   |

Font: Senat de la República

### 2001–2006
| Partit | Partit                           | Ideologia            | MPs  | MPs  |
| Partit | Partit                           | Ideologia            | 2001 | 2006 |
| ------ | -------------------------------- | -------------------- | ---- | ---- |
|        | Partit Popular del Tirol del Sud | Regionalisme         | 3    | 3    |
|        | Democrazia Europea               | Democràcia cristiana | 3    | 0    |
|        | Civica Margherita                | Regionalisme         | 1    | 1    |
|        | Unió Valldostana                 | Regionalisme         | 1    | 1    |
|        | Partit Popular Italià            | Democràcia cristiana | 1    | 0    |
|        | Independents                     | Independents         | 1    | 4    |
|        | La Margherita                    | Centrisme            | –    | 1    |
| Total  | Total                            | Total                | 10   | 10   |

Font: Senat de la República